# Marianna Krajčírová
Marianna Krajčírová (1. června 1948, Košice) je bývalá slovenská sportovní gymnastka, reprezentantka Československa a držitelka stříbrné medaile v soutěži družstev žen z LOH 1964 a LOH 1968.